# Drosophila subbadia
Drosophila subbadia este o specie de muște din genul Drosophila, familia Drosophilidae, descrisă de Patterson și Mainland în anul 1943. Conform Catalogue of Life specia Drosophila subbadia nu are subspecii cunoscute.